# フロレアル (フリゲート)
フロレアル（フランス語：Floréal, F 730）は、フランス海軍のフロレアル級フリゲート1番艦。艦名はフランス革命暦の花月に由来する。

## 艦歴
「フロレアル」は、アルストム＝アトランティーク造船所で建造され1990年4月2日に起工、1990年10月6日に進水、1992年5月27日に就役する。
1992年7月6日にポール・ド・ラ・ポアント・デ・ギャレ（fr:Port de la Pointe des Galets）と命名都市の関係を結ぶ。「フロレアル」はレユニオンに配備され海外領土や経済水域の警備を主任務とし海洋における諸任務に当たる。
1993年に国際連合主導による第二次国際連合ソマリア活動に参加した。1995年のコモロで発生したクーデター未遂事件で出動する。2009年にはソマリア沖の海賊に対応するためソマリア沖に展開した。この際にソマリア沖2009年4月10日の事件での人質救出作戦に参加する。同年11月時点においてソマリア沖の海賊対策であるアタランタ作戦欧州連合海上部隊に参加しアデン湾に展開している。
2011年にもアタランタ作戦に参加し、2012年10月19日に3度目のアタランタ作戦参加を果たしている。